# Roger Eno
Roger Eugene Eno (Woodbridge, Reino Unido, 1959) es un músico británico y compositor de música ambiental. Es hermano y colaborador del también músico Brian Eno.

## Biografía
Eno nació en Woodbridge, condado de Suffolk. Su interés en la música comenzó en la escuela, y compró un piano vertical maltratado con el dinero que ganaba los sábados trabajando en una carnicería. En 1971 recibe clases de bombardino y en 1975 hace sus estudios musicales en el Colchester Institute School of Music. Tras un breve periodo tocando el piano en clubes privados de jazz en Londres, volvió a la región de East Anglia.
Su primera grabación fue el disco Apollo: Atmospheres and Soundtracks (1983), grabado junto a su hermano Brian Eno y Daniel Lanois en los estudios de este último, Grant Avenue Studios, en Canadá. Poco después apareció su primer disco en solitario, Voices (1985). 
Además de sus discos en solitario, ha trabajado en obras colaborativas con artistas como Peter Hammill, The Orb, o su primera banda, el supergrupo Channel Light Vessel, formado por gente como Laarji, Kate St. John, Bill Nelson o la celista japonesa Mayumi Tachibana. También trabajó como músico de sesión con gente como The Orb, Lou Reed, Jarvis Cocker o Beck.
En 2007, contribuyó al disco Mid/Air de Dive Index, un proyecto musical del compositor y productor Will Thomas. Posteriormente, publicó un disco junto a su hermano Brian Eno, titulado Mixing Colours, y en 2024 participó en el disco de David Gilmour titulado Luck and Strange.
Aunque se le considera sobre todo pianista, en realidad es un multiinstrumentista y cantante hábil, como ha demostrado en sus colaboraciones y discos posteriores en solitario.
Roger Eno da conciertos ocasionalmente y sigue componiendo bandas sonoras. Su música ha aparecido en varias películas, entre ellas Nueve semanas y media, Lluvia cálida de verano y The Jacket. Algunos de sus temas se han utilizado también para anuncios de Nissan, Japan Railways y otras marcas. 
Roger Eno vive en una pequeña población entre Suffolk y Norfolk.

## Discografía
- Apollo (con Brian Eno & Daniel Lanois) (Virgin) - 1983
- Voices (EG Records, Virgin) - 1985
- Between Tides (All Saints Records) - 1988
- Music for Films III (Opal Records) - 1988
- Islands (with Laraaji) (Voiceprint Records, La Cooka Ratcha) - 1989
- In a Room (with Harmonia Ensemble) - 1993
- The Familiar (con Kate St John) (All Saints Records) - 1993
- Automatic (como componente de Channel Light Vessel) (All Saints Records) - 1994
- Lost In Translation (All Saints Records) - 1995
- The Night Garden (Voiceprint Records, La Cooka Ratcha) - 1995
- Swimming (All Saints Records) - 1996
- Excellent Spirits (como componente de Channel Light Vessel) (All Saints Records) - 1996
- The Music of Neglected English Composers (Voiceprint Records, Resurgence) - 1997
- The Flatlands (All Saints Records) - 1998
- Damage (with Lol Hammond) (All Saints Records) - 1999
- Classical Music for Those with No Memory (with Garosi, Puliti, Odori) - 2000
- The Long Walk (Voiceprint Records, La Cooka Ratcha) - 2000
- Getting Warmer (Burning Shed Records) - 2002
- The Appointed Hour (with Peter Hammill) (FIE! Records) - 2003
- Fragile (Music) (Burning Shed Records) - 2005
- At Lincoln Cathedral: Roger Eno (Live) - 2005
- Transparencies (with  Plumbline) - 2006
- Anatomy (Burning Shed Records) - 2008
- Flood (Burning Shed Records) - 2008)
- Ted Sheldrake (Backwater Records) - 2012
- Endless City / Concrete Garden (with Plumbline) – 2013
- Rattle That Lock (David Gilmour) – Columbia/SME Records – 2015
- This Floating World (Recital Records) – 2017
- Dust of Stars (Painted World Music) – 2018
- Mixing Colours (with Brian Eno) – (Deutsche Grammophon/Universal Classics) – 2020
- The Turning Year – (Deutsche Grammophon/Universal Classics) – 2022
- The Skies, they shift like chords... – (Deutsche Grammophon/Universal Classics) – 2023